# IMITATION (バンド)
IMITATION（イミテーション）は、サディスティック・ミカ・バンド黄金期を支えた今井裕（Key／TSax）が1980年に結成した日本のニュー・ウェイヴ・バンド、エスノ・アンビエント・バンド。1984年活動終了。

## 解説
1980年、香港にてデビュー・ライブ。ポリスター（カサブランカ）と契約。ヤングジャパン所属。同年リリースの1stアルバムIMITATION『ORIGINAL』は加藤和彦プロデュース。加藤和彦と今井裕は、かってのサディスティック・ミカ・バンドの同胞でサイケデリック・スカ/レゲエなどミカバンドのサウンドを受け継いでいる。内容は、Alternativeが根本の捉えかた。スタイルそれを元にシュールリアリズム・テイストの歌詞、曲想（のちにLeftFieldとカテゴライズされている）を構築した。
1982年、キティレコードと契約。2nd『Muscle & Heat』は今井裕プロデュース。Steve Scales(Perc)、Dolette MacDonald (V)、Sandii & Makoto Kubota(v)など多方面からゲストを迎え架空のエスノユートピアを構築した。アフリカングルーヴとオリエンタル風味（本條秀太郎／三線胡弓）、ラテンファンク、Japan（England）など様々な断片を並列に配置し、一度できあがったものを再度順序を変えてつなぎ合わせたエディテッド・ミュージックのスタイルをとっている。（映画『ブレードランナー』の様々なエレメントの配合の面で共通点がある。アジア女声の甲高いトーン、AIから感じられるアナログ、テクノテクスチャ）YMOのサポートブレーン松武秀樹（プログラマー）、小池光夫（サウンドエンジニア）が今井裕のたっての頼みを受け入れこのプロジェクトを側面からサポート、ダブエフェクトも随所にあり広がりのあるサウンドが展開されている。英歌詞を担当したクリスモスデルが2曲（ExoticDanceなど）コ・プロデュースしている。
1983年、 3rd『HappyHunting』は中村直也と今井裕の共同プロデュース。中村直也は、アルバムの装丁などアートディレクターもつとめた。東京のクラブカフェでながれる来るサウンドをテーマにつくられた。1983年春キャンペーン、椙山三太プロデュースの『メナード』のコマーシャル曲『クスクス笑って』はエスニックなビートにニューウェーブな女声コーラス、アブストラクトなジャズサックスが間奏で挿入されている。ここにもエスノユートピアの精神が貫かれている。
ライヴはおもに東京にて活動された。当時六本木通りに面したCLIMAXがメインスポットで京都からのノーコメンツがタイバンだった。。メンバーについてはサウンドの方向性の変化にそって途中、入れ代わりがあった。今井チーボー(v)逆井治(g)今井裕(kd)高橋ゲタ夫*(b)長谷川さとし*(dr)井上シーちゃん☆(ds)星野ブンブン丸☆(b) 
*オリジナルメンバー ☆「Muscle&Heat」2nd以降のメンバー
1984年にフランス盤オムニバス「HappyHunting」がヨーロッパで発売され、解散。

## 概要

### ジャンル
- ロック
- ファンク
- ニュー・ウェーヴ
- エスノアンビエント

### 活動期間
1980年 - 1984年

### レコード会社
- ポリスター／カサブランカ（1980年・81年）
- キティレコード（1982年〜1984年）

### ゲスト
- 松武秀樹（マニピュレーター）
- クリス・モズデル、赤城忠治（作詞家）

### メンバー

#### 第一期
- 今井裕　キーボード・サクソフォーン
- 逆井治　ギター
- 高橋ゲタ夫　ベース
- 長谷川さとし　ドラムス
- チーボー　ボーカル

#### 第二期
- 今井裕　キーボード・サックス
- 逆井治　ギター
- 星野ブンブン　ベース
- 井上茂　ドラムス
- チーボー　ボーカル

## ディスコグラフィ
- 1980年『オリジナル』
- 1982年『Muscle & Heat』
- 1983年『Happy Hunting』

### その他
- 1984年　チーボーソロ・アルバム『Paradise Lost』（SMSレコード）※1992年アポロンからCD化。
  - プロデュース：今井裕、レコーディング・エンジニア：Ian Caple
  - 収録曲「セラピー」はEPO、「眠れる街の美女」は呉田軽穂から作詞提供。
  - 「アンドロメダからI Love You」「未来」PANTA

## アルバム
- 『ORIGINAL』（1980年） 加藤和彦プロデュース作品
- 『Muscle&Heat』（1982年）今井裕プロデュース作品。　Steve Scales(perc)、Dolette MacDonald(v)、Sandii & Makoto Kubota(v)Hideki Matsutake(Mc8)Mitsuo Koike(Mixing Engineer) ShutaroHonjyo (Sanshin/kokyu)
- 『Thermo Limbo/Exotic Dance』12インチシングル（1982年）
- 『Happy hunting』（1983年）今井裕/中村直也プロデュース作品
- 『Happy hunting』（1984年）※フランスRCA盤、オムニバス盤。ヨーロッパにて発売された。
- 『Muscle&Heat』VINYL（2021年）UNIVERSAL RECORDSより再発売

## シングル
特記以外全作曲：今井裕
ポリスター
- 1980年「キャンディ イズ ア マン」（作詞：クリス・モズデル）
- 1981年「恋の片道きっぷ」（作詞：佐野元春）

キティレコード
- 1983年「クスクス笑って」（作詞：よこすか未美）1983年メナード化粧品・春のキャンペーンソング
- 1984年「ケセラセラ」（作詞：レイ・エバンズ/訳詞：音羽たかし　作曲：ジェイ・リビングストン）「みゆき」挿入歌